# Korinnis gracilis
Korinnis gracilis är en insektsart som beskrevs av Marco Gottardo 2008. Korinnis gracilis ingår i släktet Korinnis och familjen Prisopodidae. Inga underarter finns listade i Catalogue of Life.